# 向岩 (人名)
向岩（1872年—1959年）原名寿荫，字少蒨，湖北汉川人，中华民国军事将领，中华人民共和国政治人物。

## 生平
1905年到日本，进入东京陆军东斌学校学习。1906年加入中国同盟会。1908年毕业归国，到四川任陆军速成学堂教官，兼督练公所编译制度等科一等科员。武昌起义后，以川南宣抚使的名义发布《谕巴蜀檄》。1912年任鄂军第八师参谋长，后因裁军而去职。1913年二次革命爆发，讨袁军兴起，任江南陆军第一师参谋长。二次革命失败后，到日本加入中华革命党。曾经回国在襄河组织反袁斗争。护法运动期间，任靖国联军第八军参谋长兼第二混成旅旅长，转战湖北、四川、陕西、甘肃、云南、贵州七省。1922年参加北伐，任广东韶关大本营将校团副团长、北伐军第五路司令等职务。1925年任国民军第三军左翼督战官、游击司令。1926年在湖北组织北伐军别动队。抗日战争时期曾支援抗战，后曾营救爱国人士。中华人民共和国成立后，历任中南军政委员会参事室参事、湖北省政协特邀委员、湖北省人民代表大会代表。

## 家庭
- 子：向浒，画家，曾留学苏联，1955年从苏联回国[1]。